# Yeri
Kim Ye-rim (* 5. März 1999 in Seoul, Südkorea), besser bekannt unter ihrem Künstlernamen Yeri, ist eine südkoreanische Sängerin. Sie ist Mitglied der südkoreanischen Girlgroup Red Velvet.

## Frühes Leben
Yeri wurde am 5. März 1999 in der südkoreanischen Hauptstadt Seoul geboren. Sie hat drei jüngere Schwestern: Yoo-rim, Ye-eun und Chae-eun, wobei letztere 13 Jahre jünger ist als sie. Sie besuchte die Hanlim Multi Art School und war dank ihren herausragenden Leistungen Klassenbeste. 2018 schloss sie die Schule trotz häufiger Abwesenheit schließlich ab. Ihr englischer Name lautet seit ihrer Kindheit Katy.

## Karriere

### Vor dem Debüt: S.M. Rookies
Noch während der Grundschule wurde sie 2011 nach einer gelungenen Audition, bei der sie ausschließlich Lieder der konkurrierenden Agentur JYP Entertainment vortrug, von S.M. Entertainment unter Vertrag genommen. So wurde sie im August 2014 offiziell als Mitglied des S.M. Trainingteams S.M. Rookies vorgestellt und hatte ihren ersten Auftritt im Musikvideo vom Lied Happiness ihrer zukünftigen Gruppe Red Velvet. Sie bereitete sich 4 Jahre für ihr anschließendes Debüt als jüngstes Mitglied der erfolgreichen Girlgroup vor.

### Red Velvet und Solo-Aktivitäten
Am 10. März 2015 wurde Yeri schließlich vor der Ankündigung des Minialbums Ice Cream Cake als neues Mitglied von Red Velvet offiziell vorgestellt. Vom 9. Mai bis zum 14. November im gleichen Jahr moderierte sie zusammen mit Minho von der Gruppe Shinee und N von der Gruppe VIXX die Musikshow des Senders MBC mit dem Namen Show! Music Core. Im Juli 2016 erschien sie in einer Hauptrolle im Musikvideo vom Lied Way Back Home der Künstler J-Min und Shim Eun-jee im Rahmen des Projekts S.M. Station. Im selben Jahr moderierte sie zusammen mit Leeteuk von der Gruppe Super Junior die Internetshow The Viewable SM. Im Dezember 2017 erschien das Lied Story vom Sänger Ragoon, welches von Yeri komponiert und geschrieben wurde.
Im April 2018 wurde bestätigt, dass Yeri in der neuen Unterhaltungsshow Secret Unnie zusammen mit Han Chae-young teilnehmen würde. Am 13. Dezember nahm sie zudem an der dritten Staffel des Musikprojekts S.M. Station ihres Unternehmens zusammen mit Renjun, Jeno und Jaemin von der Gruppe NCT teil. Das Musikvideo des Singles, die koreanische Version von Hair in the Air und der offizielle Soundtracks Südkoreas der Fernsehserie Trolls: The Beat Goes On!, wurde auf YouTube veröffentlicht. Am 14. März 2019 wurde zudem das Musikvideo zum ersten selbstkomponierten Soloprojekt Yeris mit dem Titel Dear Diary veröffentlicht als Teil des Musikprojekts.